# Gmina Arboga
Gmina Arboga (szw. Arboga kommun) – gmina w Szwecji, w regionie Västmanland, z siedzibą w Arboga.
Pod względem zaludnienia Arboga jest 165. gminą w Szwecji. Zamieszkuje ją 13 406 osób, z czego 50,09% to kobiety (6715) i 49,91% to mężczyźni (6691). W gminie zameldowanych jest 434 cudzoziemców. Na każdy kilometr kwadratowy przypada 40,96 mieszkańca. Pod względem wielkości gmina zajmuje 223. miejsce.